# Балабин, Николай Иванович
Николай Иванович Балабин (1868, Область Войска Донского — 1918, Иркутск) — полковник, начальник Иркутского губернского жандармского управления (1914—1917), арестовал писателя Максима Горького (11 января 1905 года).

## Биография
Родился 9 марта 1868 года в станице Семикаракорской (сегодня город Семикаракорск), 1-го Донского округа, в дворянской семье полковника Ивана Ивановича Балабина. Николай окончил Владимирский Киевский кадетский корпус и Второе военное Константиновское училище по первому разряду (по другим данным, по второму разряду).
В 1887 году Николай Балабин начал службу в нижнем чине. В 1889 году он был произведён в хорунжие и отправлен в комплект Донских казачьих полков. 21 октября 1892 года Балабин стал сотником, 15 апреля 1895 года — подъесаулом, а 6 декабря 1898 года — есаулом (ротмистром). В 1906 году Николай Иванович был произведен в подполковники (6 октября), а 6 декабря 1910 года — в полковники.
Николай Балабин состоял в следующих должностях: в комплекте Донских казачьих полков (с 10 августа 1889 года по 16 февраля 1890 года); в 7-м Донском казачьем полку (с 16 февраля 1890 года по 1898 года); в Отдельном корпусе жандармов (с мая 1898 по 1915 год). На полицейской должности он стал помощником начальника Лифляндского жандармского управления (декабрь 1901 — август 1905), затем он состоял в резервах Санкт-Петербургского (август 1905 — май 1907) и Лифляндского управлений (май 1907 — июль 1909).
В июле 1909 года Балабин был назначен помощником начальника Киевского жандармского управления (по 13 апреля 1910 года), после чего он состоял в прикомандировании к Санкт-Петербургскому управлению до сентябрь 1911 года. Вновь вернулся в Киев: состоял в прикомандировании к Киевскому охранному отделению до июня 1913 года — пока не стал начальником жандармского управления в Тамбове, где пробыл до ноября 1914 года.
11 января 1905 года Николай Иванович Балабин арестовал в Риге писателя А. М. Пешкова (Максима Горького) и этапировал его в тюрьму.
В августе 1905 года Балабин был назначен командиром Морской пограничной флотилии Балтийского моря, состоящей из 11 больших и 2 малых кораблей. В главную задачу флотилии входила борьба с контрабандой оружия и взрывчатых веществ через побережье Прибалтики и Финляндии.
19 июля 1912 года сенатор Н.З. Шульгин, производящий по Высочайшему повелению предварительное следствие, допрашивал Николая Балабина по делу о бывшем товарище министра внутренних дел П.Г. Курлове, отставном статском советнике Веригине, полковнике Спиридовиче и отставном подполковнике Кулябке, обвиняемых в преступных по службе деяниях.

### В Иркутске
17 ноября 1914 года Николай Иванович получил пост начальника Иркутского жандармского управления, на котором находился до момента своего ареста после Февральской революции (5 марта 1917 года).
Наиболее значительной операцией управления Балабин в Иркутске было разоблачение антигосударственной деятельности Иркутского татаро-турецкого комитета, созданного в 1912 году: члены этого комитета вели активную антирусскую пропаганду, собирали разведывательные сведения о положении в Иркутском Военном округе и перевозках по Транссибу. После начала Мировой войны они собрали среди мусульман города 147 тыс. рублей, которые переправили затем в Турцию. В январе 1915 года татаро-турецкий комитет организовал побег из Читы в Китай Али Исхан-паши — пленного командира 9-го корпуса турецкой армии. В этот период Николаю Балабину удалось внедрить в состав комитета сразу четырёх своих секретных агентов, что позволило арестовать руководство комитета. По приказу Балабина 3 апреля 1917 года в жандармском управлении были уничтожены все агентурные списки и документы.
Николай Балабин умер в Иркутске в 1918 году. По поводу этой смерти, его брат — генерал-лейтенант Е. И. Балабин — вспоминал: «… [Николай] год сидел в тюрьме без передач и без свиданий. Наконец жене брата [Виде Андреевне] сообщили, что она может взять своего мужа. Когда Николая принесли домой на носилках, жена, взглянувши на него, сразу умерла от разрыва сердца. Через несколько минут умер и брат. Так дочери в несколько минут стали круглыми сиротами…».

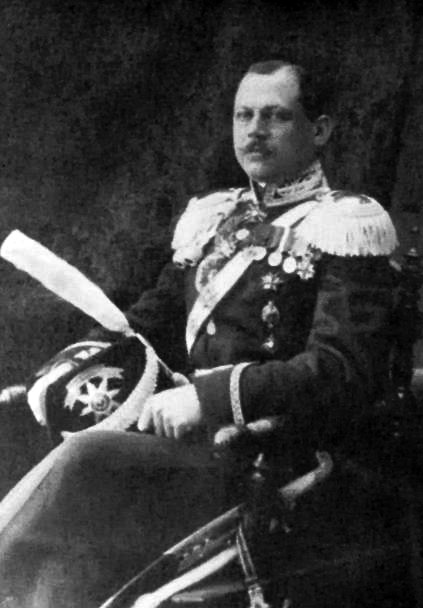
Генерал-лейтенант Евгений Иванович Балабин (1879—1973), брат Николая

## Семья
Братья: 
- Владимир Иванович Балабин (1875—1933), полковник Донской армии. В эмиграции во Франции.
- Евгений Иванович Балабин (1879—1973) — военный деятель, генерал-лейтенант, участник Первой мировой и Гражданской войны, во время Второй мировой войны поддержал германскую армию в использовании казачества для борьбы с большевизмом.
- Филипп Иванович Балабин (1881—1938) — российский и советский военный и научный деятель, полковник Русской императорской армии (во время Первой мировой войны командовал 3-м Донским казачьим полком, с 4 марта 1917 года — помощник начальника штаба Петроградского военного округа), преподаватель советских военных академий, научный сотрудник Всесоюзного арктического института, участник полярных экспедиций. Арестован в марте 1938 года, обвинен в участии в контрреволюционной шпионско-террористической организации, приговорен к высшей мере наказания. Расстрелян на полигоне «Коммунарка»[4]. Реабилитирован в 1996-м году. Его жена — Ольга Карловна, урожд. Васильковская, сестра генерал-лейтенанта О.П. Васильковского.
  - Племянница — Татьяна Филипповна Балабина[5][6].

Жена: Вида Андреевна Балабина (ум. 1918) — дочь полковника Андрея Мишарева.
Дочери::
- Елена Николаевна Балабина (1 июля 1895 — 1 декабря 1975) — педагог-музыкант, видный музыкальный деятель Иркутска, художественный руководитель Иркутской областной филармонии.
- Ольга Николаевна Балабина (род. 5 марта 1892) — педагог-музыкант, художник, оперная певица, работала в Иркутской филармонии и театре музыкальной комедии.

## Адреса
- Проживал в Санкт-Петербурге по адресу Смольный проспект, дом № 6[2].